# 棕树营街道
棕树营街道，是中华人民共和国云南省昆明市西山区下辖的一个乡镇级行政单位。

## 行政区划
棕树营街道下辖以下地区：
棕树营南区社区、棕树营北区社区、白马东区社区、白马西区社区、近华社区、鱼翅路社区、土堆社区、医大社区和六合社区。